# マヌエル・チャー
マヌエル・チャー（Manuel Charr、1984年10月10日 - ）は、ドイツのプロボクサー。本名はマムード・オメイラ・チャー（Mahmoud Omeirat Charr）。レバノン出身。シリア国籍。元WBA世界ヘビー級レギュラー王者。

## 来歴
レバノンでシリア人の父親とレバノン人の母親との間に生まれた。父親はレバノンの内戦で亡くなっている。5歳の時に家族でドイツへ移住した。

### ムエタイとアマチュア時代
チャーは17歳でムエタイを始め、それと並行してボクシングも始めた。2003年にムエタイのドイツ王者、2005年にタイ式ボクシングの世界王者、キックボクシングのヨーロッパ王者になっている。アマチュアボクシングではドイツの国内地区タイトル獲得の実績を残し、ザウアーランド・イベントのヘッドトレーナーのウィル・ウェグナーの目に留まりザウアーラント・イベントと契約を結びプロボクシングに転向した。

### プロボクシング時代

#### ヘビー級ランカー
2005年5月14日、プロボクシングデビュー戦を4回判定勝利で飾る。
2012年7月14日のデビッド・ヘイVSデレック・チゾラの試合後の会見に乱入してヘイに対戦を要求した。

#### 世界初挑戦
2012年9月8日、モスクワでWBC世界ヘビー級王者ビタリ・クリチコと対戦し、4回2分9秒TKO負けを喫した。クリチコはウクライナ議会議員選挙に立候補するためこの試合を最後に引退した。
2013年6月19日、マンチェスターのマンチェスター・アリーナで一回流れたデビッド・ヘイとの対戦が計画されたが、ヘイが手を怪我した為に延期になり、最終的にヘイが対戦相手をタイソン・フューリーに変更したため対戦は実現しなかった。
2015年9月2日、エッセのショッピングモールのフードコートで友人でラッパーのキー・ワンと食事をしている最中に、チャーとインターネット上で言い合いをしていた人物に腹部を4発撃たれ一時重体に陥る重傷を負った。

#### WBA王座獲得
2017年11月25日、オーバーハウゼンのケーニッヒ・ピルスナー・アレーナでWBA世界ヘビー級2位のアレクサンダー・ウスティノフとWBA世界ヘビー級レギュラー王座決定戦を行い、12回3-0（115-111、116-111、115-112）の判定勝ちを収め、ドイツ人でマックス・シュメリング以来85年振りとなるヘビー級世界王座獲得に成功した。

#### ドーピング違反や団体との係争
2018年9月20日、VADAにより8月31日に実施されたドーピング検査で採取されたチャーの尿サンプルから二種類のアナボリックステロイド（エピトレンボロンとドロスタノロン）の陽性反応が検出されたことが公表された。この為、9月29日にケルンで行われる予定だったフェリス・オケンドとの初防衛戦は中止された。
2018年11月14日、WBAはチャーに6ヶ月間の資格停止処分を下すも、Bサンプルの検査の際にミスでチャー側の人間を立ち会わせなかった規約違反が起きた為に、WBA世界ヘビー級王座は剥奪しないことを決定した。
2019年1月21日、WBAがチャーの資格停止処分を取りやめ、チャーとフェリス・オケンドに60日以内に指名試合で対戦し、その勝者がさらに暫定王者トレバー・ブライアンVSジャレル・ミラーの勝者と対戦するよう指令を出した。
2019年2月19日、ミュンヘンで4月6日に開催されることで内定していたフェリス・オケンドとの指名試合が、オケンドが期限までに試合契約書にサインをしなかったため中止になった。
その後、暫定王者トレバー・ブライアンとの間で行われるはずだった団体内王座統一戦の交渉がまとまらなかったことで、2020年3月2日にレギュラー王者チャーと暫定王者ブライアンとの間で入札が行われ、ブライアンを擁するドン・キング・プロダクションが200万ドルで落札した。チャーを擁するダイヤモンド・プロモーションズとSESスポーツの連合が提示したのは120万ドルだった。
2021年1月29日、フロリダ州ハリウッドのセミノール・ハード・ロック・ホテル・カジノ内ハード・ロック・ライブで、暫定王者ブライアンと団体内王座統一戦を行う予定になっていたが、チャーがドイツでアメリカの入国ビザを拒否されたため中止になり、WBAは、2017年11月25日以来、約3年2カ月間試合をしていなかったチャーをレギュラー王者を剥奪した上で休養王者に認定した。
2021年5月15日、約3年6ヶ月ぶりに試合を行い、ケルンのボックス・ジムでクリストファー・ラブジョイと対戦し、2回KO勝ち。
2021年8月10日、チャーが、WBA、WBA会長ヒルベルト・ヘスス・メンドーサ・ジュニア、プロモーターのドン・キング、ドン・キング・プロモーション、自身の共同プロモーターであるエピック・スポーツなどに対して、4,575,000ドルの損害賠償を求めて米国地方裁判所に提訴した。
2022年1月3日、チャーは休養王座を剥奪された。

#### 王座復帰
2023年8月26日付でWBAとの和解が成立。これによりWBAは同日付でチャーを休養王座剥奪から1年9ヶ月ぶりに世界ヘビー級レギュラー王座に復帰させ、2023年10月14日までに防衛戦としてWBA世界ヘビー級5位のジャレル・ミラーと対戦することを命じたが、経済的な理由によりミラーとのタイトルマッチの開催が困難であることが認められ中止、60日以内にWBA世界ヘビー級ランカーとの選択防衛戦を行う措置を下した。
2024年3月30日、ブルガリア・ソフィアのアリーナ・アルメーツで2年10ヶ月ぶりの試合としてWBA世界ヘビー級10位のクブラト・プレフとレギュラー王座復帰後の初防衛戦を行う予定だったが、チャーが2024年3月18日のトレーニング中に左上腕二頭筋を断裂し手術を受けたため延期となった。
2024年12月7日、ソフィアのアリーナ・ソフィアでWBA世界ヘビー級8位のクブラト・プレフと対戦し、12回0-3（111-117×2、112-116）の判定負けを喫し初防衛に失敗、王座から陥落した。

## 戦績
- プロボクシング：39戦 34勝 (20KO) 5敗

| 戦           | 日付           | 勝敗 | 時間     | 内容    | 対戦相手                     | 国籍           | 備考                                                                                                   |
| ------------ | -------------- | ---- | -------- | ------- | ---------------------------- | -------------- | --- |
| 1            | 2005年5月14日  | ☆    | 4R       | 判定3-0 | デビッド・ビセナ             | チェコ         | プロデビュー戦                                                                                         |
| 2            | 2005年5月28日  | ☆    | 2R       | TKO     | ナンドール・コバックス       | ハンガリー     | |
| 3            | 2005年6月11日  | ☆    | 4R       | 判定3-0 | オズカン・セティンカヤ       | トルコ         | |
| 4            | 2005年7月16日  | ☆    | 2R 0:40  | TKO     | バレンティン・マリネール     | ルーマニア     | |
| 5            | 2006年1月28日  | ☆    | 1R 0:38  | KO      | ステファン・バウマン         | ドイツ         | |
| 6            | 2006年4月8日   | ☆    | 1R 1:35  | KO      | ラドバン・クーカ             | チェコ         | |
| 7            | 2006年5月13日  | ☆    | 8R       | 判定2-0 | ペドロ・カリオン             | キューバ       | |
| 8            | 2008年4月5日   | ☆    | 4R       | 判定3-0 | アレクサンダー・セレジェンス | ラトビア       | |
| 9            | 2008年4月19日  | ☆    | 4R       | 判定3-0 | エドガース・カルナース       | ラトビア       | |
| 10           | 2008年5月31日  | ☆    | 6R       | 判定3-0 | アドナン・セリン             | トルコ         | |
| 11           | 2009年4月25日  | ☆    | 7R 1:29  | KO      | グベンガ・オルオクン         | ナイジェリア   | |
| 12           | 2009年6月6日   | ☆    | 3R 0:42  | TKO     | レイモン・ヘイズ             | アメリカ合衆国 | |
| 13           | 2009年10月10日 | ☆    | 10R      | 判定3-0 | シャーマン・ウィリアムズ     | アメリカ合衆国 | |
| 14           | 2010年1月9日   | ☆    | 10R 2:44 | TKO     | オーウェン・ベック           | ジャマイカ     | |
| 15           | 2010年11月19日 | ☆    | 5R 終了  | TKO     | ロバート・ホーキンス         | アメリカ合衆国 | |
| 16           | 2010年12月4日  | ☆    | 8R       | 判定2-0 | ザック・ページ               | アメリカ合衆国 | |
| 17           | 2011年2月19日  | ☆    | 5R 2:58  | TKO     | ジョナサン・パシ             | ドイツ         | |
| 18           | 2011年6月25日  | ☆    | 7R 1:16  | TKO     | ダニー・ウィリアムズ         | イギリス       | |
| 19           | 2011年9月3日   | ☆    | 1R 1:28  | 反則    | セルダール・ウイサル         | トルコ         | |
| 20           | 2011年11月18日 | ☆    | 8R 終了  | TKO     | マルセロ・ナシメント         | ブラジル       | WBCインターナショナルヘビー級シルバー王座決定戦                                                        |
| 21           | 2012年3月30日  | ☆    | 12R      | 判定3-0 | タラス・ビデンコ             | ウクライナ     | WBCインターナショナルシルバー防衛1                                                                     |
| 22           | 2012年9月8日   | ★    | 4R 2:04  | TKO     | ビタリ・クリチコ             | ウクライナ     | WBC世界ヘビー級タイトルマッチ                                                                          |
| 23           | 2012年12月21日 | ☆    | 1R 0:44  | KO      | コンスタンティン・アイリヒ   | カザフスタン   | WBC地中海・WBCバルト海ヘビー級王座決定戦                                                               |
| 24           | 2013年2月22日  | ☆    | 2R 終了  | TKO     | ヤクップ・サグラム           | ドイツ         | WBCインターナショナルシルバー防衛2                                                                     |
| 25           | 2013年6月15日  | ☆    | 3R 2:10  | TKO     | アレックス・マジキン         | ウクライナ     | WBC地中海防衛1・WBCバルト海防衛1                                                                       |
| 26           | 2013年10月19日 | ☆    | 5R 終了  | TKO     | デニス・バフトフ             | ロシア         | CISBBスロベニアヘビー級王座決定戦 WBCインターナショナルシルバー防衛3・WBC地中海防衛2・WBCバルト海防衛2 |
| 27           | 2014年4月12日  | ☆    | 10R      | 判定3-0 | ケビン・ジョンソン           | アメリカ合衆国 | |
| 28           | 2014年5月30日  | ★    | 7R 1:09  | KO      | アレクサンデル・ポベトキン   | ロシア         | WBCインターナショナルヘビー級王座決定戦                                                                |
| 29           | 2014年10月24日 | ☆    | 5R 終了  | TKO     | マイケル・グラント           | アメリカ合衆国 | |
| 30           | 2015年4月10日  | ☆    | 10R      | 判定0-2 | ジョハン・デュハウパス       | ドイツ         | |
| 31           | 2015年5月22日  | ☆    | 10R      | 判定3-0 | アレックス・リーパイ         | オーストラリア | |
| 32           | 2015年8月22日  | ★    | 5R 2:55  | KO      | マイリス・ブリエディス       | ラトビア       | |
| 33           | 2016年6月4日   | ☆    | 7R 2:25  | TKO     | アンドレイ・マザニック       | ベラルーシ     | |
| 34           | 2016年9月17日  | ☆    | 10R      | 判定3-0 | セファー・セフェリ           | アルバニア     | WBAインターナショナルヘビー級王座決定戦                                                                |
| 35           | 2017年11月25日 | ☆    | 12R      | 判定3-0 | アレクサンダー・ウスティノフ | ロシア         | WBA世界ヘビー級王座決定戦                                                                              |
| 36           | 2021年5月15日  | ☆    | 2R 1:09  | KO      | クリストファー・ラブジョイ   | アメリカ合衆国 | |
| 37           | 2022年5月28日  | ☆    | 3R 1:21  | KO      | ニコラ・ミラシッチ           | ドイツ         | |
| 38           | 2022年12月21日 | ☆    | 2R 2:56  | TKO     | ヌリ・セフェリ               | アルバニア     | |
| 39           | 2024年12月7日  | ★    | 12R      | 判定0-3 | クブラト・プレフ             | ブルガリア     | WBA陥落                                                                                                |
| テンプレート |                |      |          |         |                              |                | |

## 獲得タイトル
- WBCインターナショナルヘビー級シルバー王座
- WBCバルチックヘビー級王座
- WBC地中海ヘビー級王座
- CISBBヘビー級王座
- WBAインターナショナルヘビー級王座
- WBA世界ヘビー級レギュラー王座（防衛0=休養王座に認定）
- WBA世界ヘビー級休養王座（防衛0=剥奪）
- WBA世界ヘビー級レギュラー王座（2期:防衛0）